# عمر بن إبراهيم بن واقد العمري
عمر بن إبراهيم بن واقد العمري كان حاكمًا لليمن في القرن التاسع في عهد الخلافة العباسية.
وهو من نسل الخليفة الثاني عمر بن الخطاب، وقد عُيّن حاكمًا بعد وقت قصير من وفاة الخليفة الأمين في عام 813. وبقي في منصبه أقل من عام، وخلال هذه الفترة نفّذ تعليمات اعتقال سلفه يزيد بن جرير القسري ، وعُزل في منتصف عام 814.

## ملحوظات
1. ↑  Al-Zubayri 1953، p. 360. His full nisba was Umar ibn Ibrahim ibn Waqid ibn Muhammad ibn Zayd ibn عبد الله بن عمر بن الخطاب.
2. ↑  Al-Mad'aj 1988، صفحة 205. According to Bikhazi 1970، صفحة 25, 'Umar was replaced as governor by al-Qasim ibn Isma'il.